# Please Please Please
| Recensione | Giudizio |
| ---------- | -------- |
| AllMusic   | [ 1 ]    |

Please Please Please è il primo album in studio del cantante statunitense James Brown, realizzato insieme al gruppo The Famous Flames e pubblicato nel dicembre del 1958 dall'etichetta discografica King Records.
L'album raccoglie vari singoli pubblicati negli anni precedenti, tranne alcuni brani registrati nel corso dello stesso anno.

## Tracce

### LP
Lato A
1. Please, Please, Please – 2:44 (James Brown, Johnny Terry) – Registrato il 4 febbraio 1956 al King Studios di Cincinnati, Ohio
2. Chonnie-On-Chon – 2:10 (Nafloyd Scott, Bobby Byrd, James Brown, Wilbert Smith) – Registrato il 27 marzo 1956 al King Studios di Cincinnati, Ohio
3. Hold My Baby's Hand – 2:11 (Nafloyd Scott, Bobby Byrd, James Brown, Wilbert Smith) – Registrato il 27 marzo 1956 al King Studios di Cincinnati, Ohio
4. I Feel That Old Feeling Coming On – 2:31 (Nashpendle Knox, Nafloyd Scott) – Registrato il 4 febbraio 1956 al King Studios di Cincinnati, Ohio
5. Just Won't Do Right – 2:33 (James Brown) – Registrato il 24 luglio 1956 al King Studios di Cincinnati, Ohio
6. Baby Cries Over the Ocean – 2:34 (James Brown) – Registrato il 21 ottobre 1957 al King Studios di Cincinnati, Ohio
7. I Don't Know – 2:45 (James Brown, Johnny Terry) – Registrato il 4 febbraio 1956 al King Studios di Cincinnati, Ohio
8. Tell Me What I Did Wrong – 2:20 (James Brown) – Registrato il 18 settembre 1958 al Beltone Studios di New York City, New York

Lato B
1. Try Me – 2:30 (James Brown) – Registrato il 18 settembre 1958 al Beltone Studios di New York City, New York
2. That Dood It – 2:25 (Rudolph Toombs, Rose Marie McCoy) – Registrato il 21 ottobre 1957 al King Studios di Cincinnati, Ohio
3. Begging, Begging – 2:51 (Rudolph Toombs, Julius Dixon) – Registrato il 21 ottobre 1957 al King Studios di Cincinnati, Ohio
4. I Walked Alone – 2:41 (Nashpendle Knox, Nafloyd Scott) – Registrato il 27 marzo 1956 al King Studios di Cincinnati, Ohio
5. No, No, No, No – 2:12 (James Brown) – Registrato il 27 marzo 1956 al King Studios di Cincinnati, Ohio
6. That's When I Lost My Heart – 2:48 (James Brown) – Registrato il 21 ottobre 1957 al King Studios di Cincinnati, Ohio
7. Let's Make It – 2:24 (James Brown) – Registrato il 24 luglio 1956 al King Studios di Cincinnati, Ohio
8. Love or a Game – 2:15 (James Brown) – Registrato il 10 aprile 1957 al King Studios di Cincinnati, Ohio

## Musicisti
Please, Please, Please / I Feel That Old Feeling Coming On / I Don't Know
- James Brown - voce solista
- Bobby Byrd (The Famous Flames) - accompagnamento vocale, cori
- Johnny Terry (The Famous Flames) - accompagnamento vocale, cori
- Sylvester Keels (The Famous Flames) - accompagnamento vocale, cori
- Nashpendle Knox (The Famous Flames) - accompagnamento vocale, cori
- Wilbert Lee Diamond Smith - sassofono tenore
- Ray Felder - sassofono tenore
- Alvin Fats Gonder - piano
- Nafloyd Scott - chitarra
- Clarence Mack - contrabbasso
- Edison Gore - batteria
- Ralph Bass - produttore

Chonnie-On-Chon / Hold My Baby's Hand
- James Brown - voce solista
- Ray Felder - sassofono tenore
- Cleveland Lowe - sassofono tenore
- Alvin Fats Gonder - piano
- Nafloyd Scott - chitarra
- Clarence Mack - contrabbasso
- Reginald Hall - batteria

I Walked Alone / No, No, No, No
- James Brown - voce solista
- Bobby Byrd (The Famous Flames) - accompagnamento vocale, cori
- Johnny Terry (The Famous Flames) - accompagnamento vocale, cori
- Sylvester Keels (The Famous Flames) - accompagnamento vocale, cori
- Nashpendle Knox (The Famous Flames) - accompagnamento vocale, cori
- Ray Felder - sassofono tenore
- Cleveland Lowe - sassofono tenore
- Alvin Fats Gonder - piano
- Nafloyd Scott - chitarra
- Clarence Mack - contrabbasso
- Reginald Hall - batteria

Just Won't Do Right / Let's Make It
- James Brown - voce solista
- Bobby Byrd (The Famous Flames) - accompagnamento vocale, cori
- Johnny Terry (The Famous Flames) - accompagnamento vocale, cori
- Sylvester Keels (The Famous Flames) - accompagnamento vocale, cori
- Nashpendle Knox (The Famous Flames) - accompagnamento vocale, cori
- Wilbert Lee Diamond Smith - sassofono tenore
- Ray Felder - sassofono tenore
- Alvin Fats Gonder - piano
- Nafloyd Scott - chitarra
- Clarence Mack - contrabbasso
- Reginald Hall - batteria

Baby Cries Over the Ocean / That Dood It / Begging, Begging / That's When I Lost My Heart
- James Brown - voce solista
- Bill Hollings - accompagnamento vocale, cori
- J.W. Archer - accompagnamento vocale, cori
- Louis Madison - accompagnamento vocale, cori
- Alvin Fats Gonder - piano
- John Faire - chitarra
- Edwyn Conley - contrabbasso
- Edison Gore - batteria

Tell Me What I Did Wrong / Try Me
- James Brown - voce solista
- Bill Hollings - accompagnamento vocale, cori
- J.W. Archer - accompagnamento vocale, cori
- Louis Madison - accompagnamento vocale, cori
- (probabile) Johnny Terry - accompagnamento vocale, cori
- George Dorsey - sassofono alto
- Clifford Scott - sassofono tenore
- Ernie Hayes - piano
- Kenny Burrell - chitarra
- Carl Pruitt - contrabbasso
- David Panama Francis - batteria
- Andy Gibson - produttore

Love or a Game
- James Brown - voce solista
- Personale non identificato - accompagnamento vocale, cori
- John B. Brown - sassofono alto
- Cleveland Lowe - sassofono tenore
- Alvin Fats Gonder - piano
- Eddie Freeman - chitarra
- Edwyn Conley - contrabbasso
- Reginald Hall - batteria[5]

## Classifica
Singoli
| Anno | Titolo del brano     | Classifica            | Posizione raggiunta |
| ---- | -------------------- | --------------------- | ------------------- |
| 1956 | Please Please Please | Hot R&B/Hip-Hop Songs | 5                   |
| 1958 | Try Me               | Billboard Hot 100     | 48                  |
| 1958 | Try Me               | Hot R&B/Hip-Hop Songs | 1                   |